# موغنس غيد
موغنس غيد هو مدرس وسياسي دنماركي، ولد في 8 مارس 1961 في الدنمارك في مملكة الدنمارك. نشط حزبياً في الحزب الليبرالي. وقد انتخب عمدة Jammerbugt Municipality ‏ (2007 – ).